# 336 km (obwód kałuski)
336 km (ros. 336 км) – przystanek kolejowy w pobliżu miejscowości Nowosiołki, w rejonie kozielskim, w obwodzie kałuskim, w Rosji. Położony jest na linii Smoleńsk – Tuła.